# Dötlingen
Dötlingen is een gemeente in de Duitse deelstaat Nedersaksen, en maakt deel uit van het Landkreis Oldenburg. Dötlingen telt 6.336 inwoners.

## Delen van de gemeente
De Ortsteile van de gemeente Dötlingen zijn: Altona (21 inwoners), Aschenstedt (641 inw.), Barel (95 inw.), Brettorf (931 inw.), Busch (130 inw.), Dötlingen (1.593 inw.), Geveshausen (94 inw.), Grad (39 inw.), Haidhäuser (32 inw.), Hockensberg (525 inw.), Iserloy (29 inw.), Klattenhof (135 inw.), Neerstedt (1.671 inw.), Nuttel (101 inw.), Ohe (40 inw.), Ostrittrum (273 inw.), Rhade (99 inw.), Uhlhorn (42 inw.) en Wehe (83 inw.). Een voor Nedersaksen specifieke  en uit de middeleeuwen daterende bestuurslaag, de Bauerschaft of boerschap, werd in 1873 nieuw leven ingeblazen en regelt enkele zeer lokale aangelegenheden, zoals (controle op) onderhoud van landwegen en straatnaamborden en het tellen van de inwoners voor de bevolkingsstatistiek.
Uit het bovenstaande blijkt, dat de gehele gemeente uit kleine dorpen en gehuchten bestaat. Het dorp Neerstedt is de zetel van het gemeentebestuur.

## Ligging, verkeer, vervoer
De gemeente ligt in het Naturpark Wildeshauser Geest in een landschap, dat gekenmerkt wordt door droge gebieden met heide en naaldbossen, en hier en daar hoogveen en laagveen. Het riviertje de Hunte en enige  beken stromen van zuid naar noord door de gemeente in de richting van de Wezer.
De Autobahn A1 Osnabrück-Bremen loopt zuidelijk langs Dötlingen; afrit 62 Wildeshausen-Nord is 5 km ten zuidoosten van Dötlingen gesitueerd. Van Dötlingen naar de plaats Wildeshausen is het slechts 4 km in zuidelijke richting.  In noordoostelijke richting is het ongeveer 20 km naar Delmenhorst en iets meer dan 30 km naar het centrum van Bremen.
In het Ortsteil Brettorf is een stationnetje aan de spoorlijn van Delmenhorst naar Hesepe gemeente Bramsche. In die laatste plaats kan men overstappen op de trein naar Osnabrück. Vanuit Bremen, Delmenhorst en Wildeshausen rijden enige streekbuslijnen naar dorpen in de gemeente Dötlingen.

## Economie
De economie van de gemeente drijft op kleinschalige handel en nijverheid, het toerisme en de landbouw. Exxon bezit ten noordwesten van het dorp een grote installatie voor de opslag van aardgas.

## Geschiedenis

### Prehistorie
Zoals de gehele streek, is ook de huidige gemeente Dötlingen in de Jonge Steentijd tussen 3500 en 2800 v. Chr. bewoond geweest door mensen, die tot de dragers van de Trechterbekercultuur worden gerekend. Deze mensen zetten hun doden bij in megalietgraven, zoals hunebedden. De daarvoor gebruikte zwerfstenen waren tienduizenden jaren eerder,  in het Pleistoceen, door ten tijde van de IJstijden optredende gletsjermorenes, vanuit o.a. Scandinavië, met het ijs meegesleurd en hier achtergebleven. Van deze prehistorische  grafmonumenten is een aantal in de gemeente bewaard gebleven; andere zijn, o.a. door hergebruik van de stenen voor kerken-, woning- en wegenbouw, gedeeltelijk of geheel verwoest. Enkele megalietgraven zijn, ter plaatse of op een gunstiger locatie, gereconstrueerd.

### Vanaf de middeleeuwen tot 1933
Het dorp werd als Thutelingen in het jaar 1203 voor het eerst in een document vermeld.
De watermolen aan de molenbeek van het gehucht Altona staat sinds 1562 op een strategisch belangrijke plaats. Graaf Anton I van Oldenburg en Delmenhorst liet in dat jaar de Penningmolen bouwen, met een huisje, waar hij tol liet heffen. Hier was namelijk het kruispunt van twee zeer oude handelsroutes over land. De ene, de Friese Heirbaan, liep van Wildeshausen noordwaarts via  de stad Oldenburg naar Esens en Jever aan zee. De andere route, de Vlaamse Weg, werd, als transport over zee niet mogelijk was, gebruikt en liep van Jutland  naar Vlaanderen, en wel via de Hanzesteden Lübeck, Hamburg, Bremen, Haselünne, Deventer, Arnhem, Nijmegen en  Antwerpen naar Gent en Brugge.
Dötlingen wisselde tussen de 14e en de 19e eeuw regelmatig van landsheer, en werd, evenals de gemeenten in de omgeving, vaak door oorlogsgeweld, epidemieën en andere rampen getroffen. Herstel trad in toen in 1898 de spoorwegverbinding tot stand kwam. Dötlingen is een schilderachtig, authentiek oud-Nedersaksisch aandoend dorp met een bevolking, die trots was, en nog is, op haar oude tradities. Dit trok vanaf het eind van de 19e eeuw toeristen aan, hetgeen de economische situatie deed verbeteren.

### 1933-1945
Bij de machtsovername door Adolf Hitler begin 1933 was de aanhang van diens NSDAP in het dorp al groot. De organisatie Kraft durch Freude, die ook het toerisme in Duitsland in nationaalsocialistische zin hervormde, en die in Dötlingen van begin af aan reeds medewerkers had, propageerde het bezoek aan het echt-Duitse Dötlingen sterk. De inwoners waren in grote meerderheid ook enthousiast voor het nieuwe regime, dat hun voorspoed leek te gaan brengen.
Kenmerkend hiervoor was de grote inspanning, die de Dötlingers zich getroostten, om nog in 1933 een tonnen zware zwerfsteen over 3,5 kilometer naar een daarvoor gebouwde sokkel te slepen, waar deze in een pompeuze plechtigheid overeind gezet werd en voorzien van een ingebeiteld hakenkruis. In latere jaren werd Dötlingen in nazi-propaganda als Musterdorf (modeldorp) geprezen en door vele, ook buitenlandse nazi-gezinde delegaties bezocht.
Pas in 1945 beseften velen, dat zij in feite een verkeerde weg hadden gekozen, hoewel vlak voor de verovering van Dötlingen door de geallieerden met de moord op Willi Rogge (zie hieronder) nog een gruwelijk incident plaats vond. De zwerfsteen met het hakenkruis was een steen des aanstoots geworden, en ligt sinds eind 1945, half in een kuil, zonder hakenkruis, naast de plaats waar hij was opgericht. Zie op de website van de historische vereniging van het dorp: bhv-doetlingen.de/stein-des-anstosses.

## Bezienswaardigheden
- De Sint-Firminuskerk in Dötlingen
- De hunebedden e.d. in de omgeving, waaronder Großsteingrab Gerichtsstätte
- Wild- und Freizeitpark Ostrittrum, een 18 ha groot dierenparkje enige km ten westen van Neerstedt
- De gemeente ligt in het Naturpark Wildeshauser Geest; dat betekent, dat er mogelijkheden zijn voor wandel- en fietstochten, en kanotochten op de beken en riviertjes in de omgeving. Ten westen van het dorp Dötlingen loopt een fietsroute langs de Hunte; daar is ook een camping.
- De Tabkenhof in het dorp is een na de Tweede Wereldoorlog gereconstrueerde kopie van de grootste rietgedekte vakwerkboerderij van de deelstaat Nedersaksen (het origineel ging in 1945 bij een geallieerd bombardement verloren).

## Kunstenaarskolonie[4]
In het dorp bevond zich vanaf ca. 1910 een, deels in navolging van Kunstenaarskolonie Worpswede op met name de landschapschilderkunst gerichte, kunstenaarskolonie waar o.a. de hierna opgesomde kunstenaars werkten. De meesten van hen werden alleen in de regio bekend; enkelen echter, van wie de  naam in onderstaande lijst vetgedrukt is, verwierven bekendheid in geheel Duitsland of zelfs daarbuiten.
- Georg Müller vom Siel (1865–1939): Grondlegger van de kunstenaarskolonie. Aanvankelijk was hij een door het impressionisme beïnvloede landschapsschilder. Van 1896 tot 1909 in Dötlingen. Liet in 1898 Villa Meineck bouwen, waar hij schilderles gaf aan welgestelde meisjes en vrouwen (in die tijd werden op de kunstacademies nog alleen mannen toegelaten). Hij verliet Dötlingen in 1909, omdat hij psychische problemen kreeg, en sloeg toen ook artistiek een geheel andere weg in. Hij stierf in 1939 in een psychiatrische kliniek bij Bad Zwischenahn. Müller vom Siel werd in Dötlingen begraven.
- Paul Müller-Kaempff
- Gerhard Bakenhus (1860-1939), een man met een eigenzinnig karakter, die ook huisschilder en maker van toneeldecors was, gaf vanuit zijn huis in Kreyenbrück (nu een wijk van Oldenburg) aan veel andere kunstenaars schilderles in o.a. de landschapschilderkunst. Hij was in 1904 één der oprichters van de ook voor de Dötlinger kunstenaars belangrijke Oldenburger Künstlerbund.
- Anna List
- Hugo Zieger
- Arthur Fitger
- Heinz Witte-Lenoir (1880–1961), leerling van Gerhard Bakenhus, woonde vele jaren in Frankrijk en India,  rond 1911 bevriend met Rabindranath Tagore en Amedeo Modigliani, maakte zgn. monotypes voor Edgar Degas, zag zijn in Duitsland aanwezige werk in de nazi-tijd grotendeels als Entartete Kunst vernietigd worden,  werkte kort na de Tweede Wereldoorlog enige jaren in Wildeshausen en Dötlingen.
- Ludwig Fischbeck
- Marie Stein-Ranke
- Anna Feldhusen
- Marie Stumpe
- Fritz Cobet
- Toni Elster
- Gertrud Freifrau von Schimmelmann
- Louise Droste–Roggemann (1865-1945): leerlinge van Georg Müller vom Siel; haar landschappen zijn vooral van belang voor de kennis van hoe Dötlingen er voor 1930 uit zag.
- Hedwig Ranafier-Bulling
- Gretchen Francksen
- Heinrich Th. Ackermann
- Karl Dieckmann
- Lotte Dieckmann (1894–1945): echtgenote van Karl Dieckmann; was een talentvol portretfotografe en maakte in 1935 in Huis Doorn een portret van ex-keizer Wilhelm II van Duitsland; fotografeerde veel "dorpstypes" en dorpsgezichten te Dötlingen, die voor de plaatselijke historie grote waarde hebben; nadat in het voorjaar van 1945 bleek, dat haar beide zoons in de Tweede Wereldoorlog gesneuveld waren, pleegde zij uit verdriet hierover zelfmoord.
- August Kaufhold (1884–1955), woonde vanaf 1907 te Dötlingen en is daar ook overleden; schilderde graag dieren in het landschap; bijna al zijn werk van voor 1925 ging bij een brand in zijn huis en atelier verloren.
- Karl Dehmann
- Cornelius Rogge
- Emy Rogge
- Franz van der Glas
- Hermann Dick
- Wilhelm Scholkmann
- Carl Lohse (1884–1955), in 1913-1914 goed bevriend met Otto Pankok. In deze jaren werkten zij samen, en samen met Richard Gessner en Hermann Hundt,  te Dötlingen. Veel van Lohses werk is te zien in het museum van de stad Bautzen; het meeste van zijn werk wordt tot het Duitse expressionisme gerekend.
- Otto Pankok, maakte er samen met Carl Lohse vooral houtskooltekeningen van de arme bevolking, in navolging van De Aardappeleters van Vincent van Gogh
- Gert Wollheim
- Hermann Hundt
- Richard Gessner
- Werner Gilles

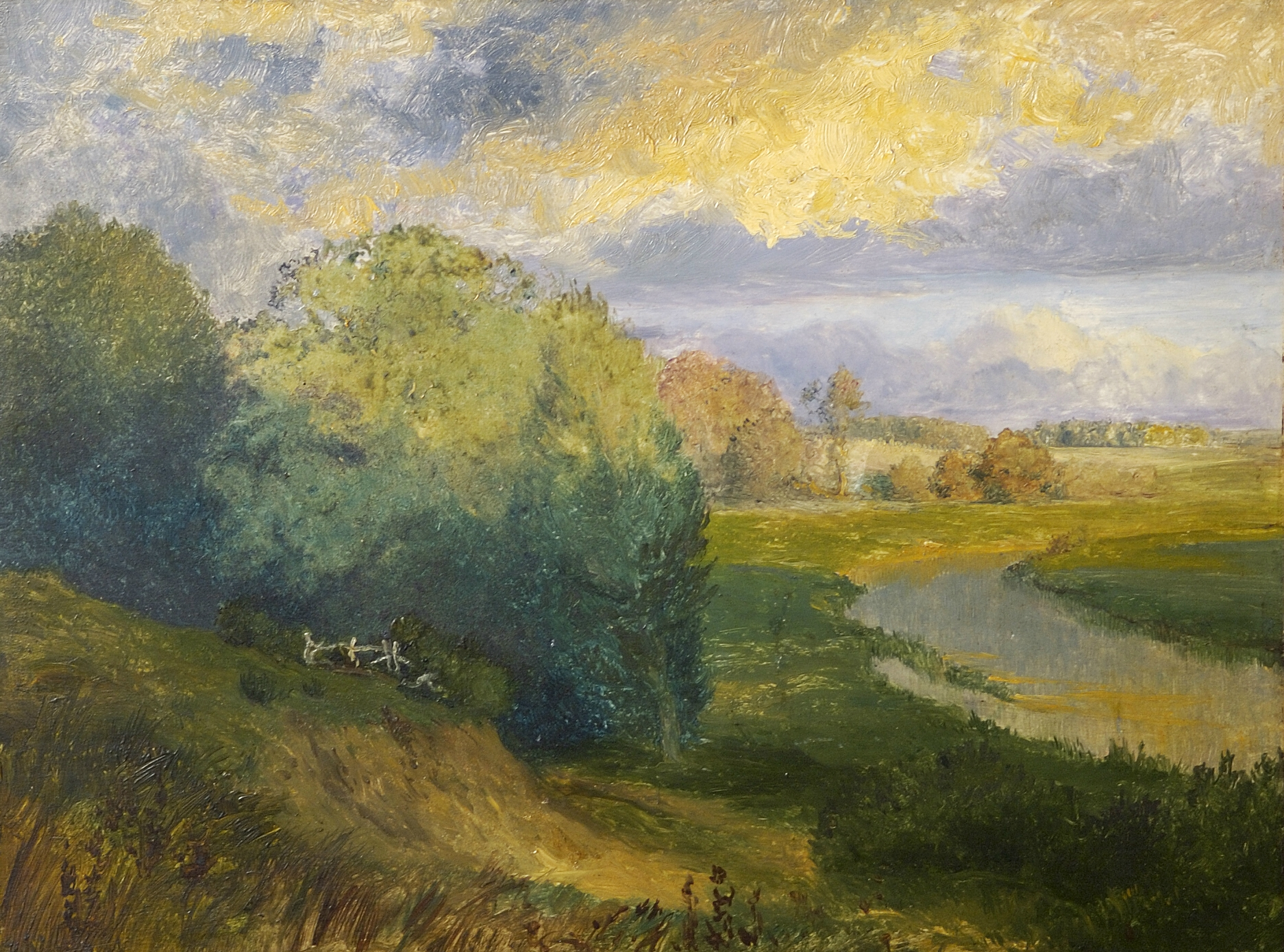
Georg Müller vom Siel, Landschap langs de Hunte bij Dötlingen
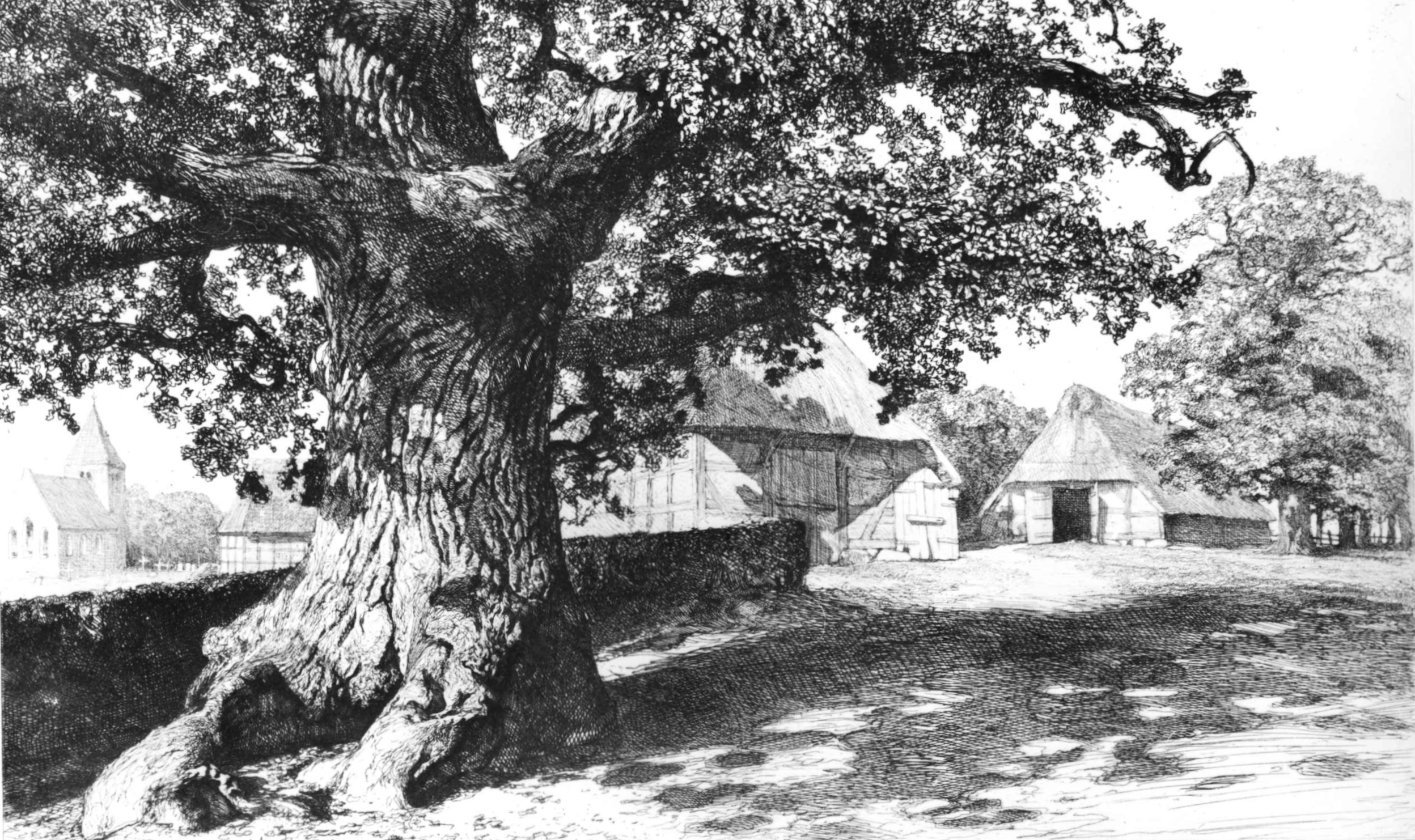
Georg Müller vom Siel, Dötlingens duizendjarige eik (ets), voordat deze in 1980 bij een storm zwaar beschadigd werd
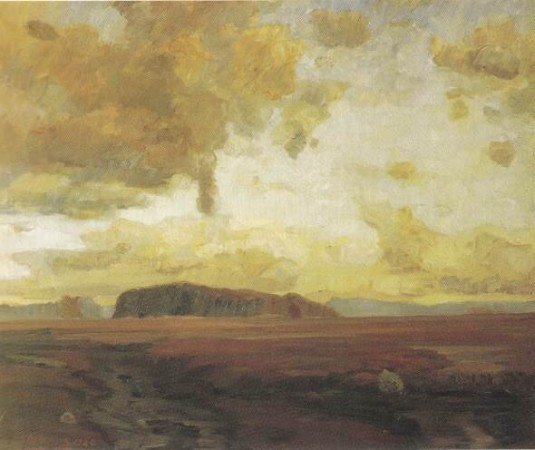
Gerhard Bakenhus: Veenlandschap, 1920
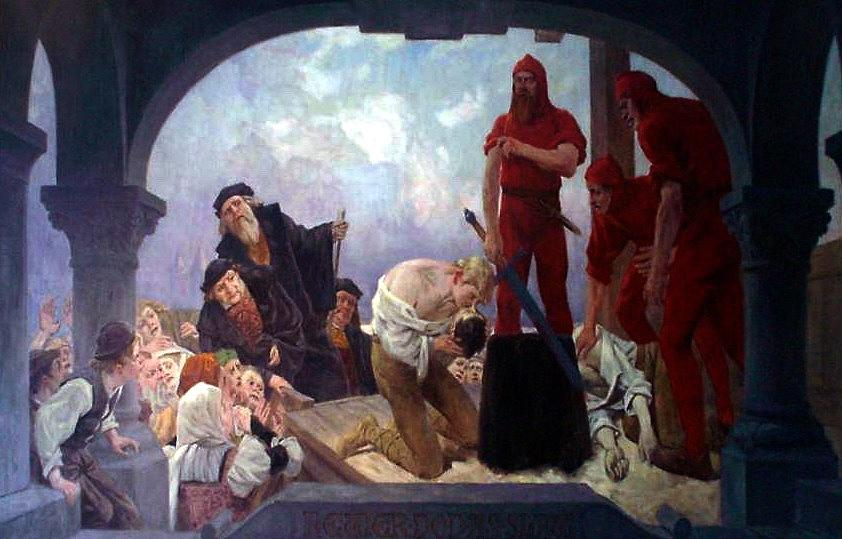
Der Bruderkuß - Hugo Zieger - 1893
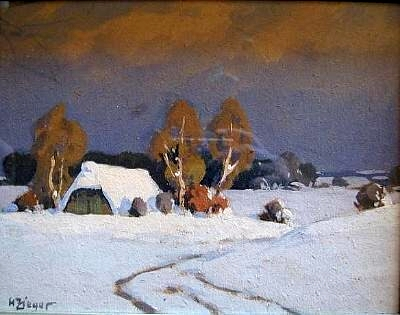
Hugo Zieger-Winterlandschap bij Dötlingen
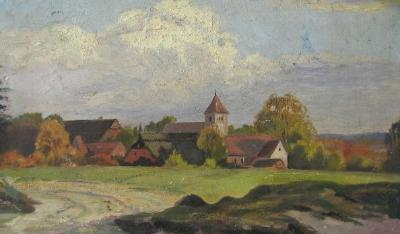
Louise Droste-Roggemann : Dötlingen
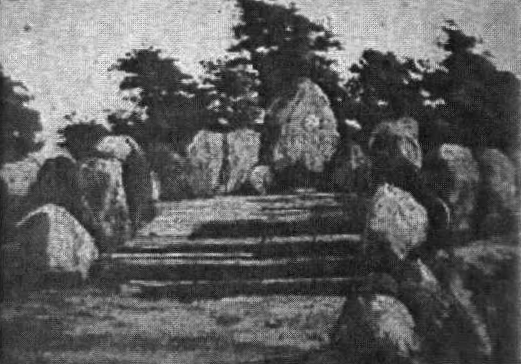
Heinz Witte-Lenoir, Hunebedden
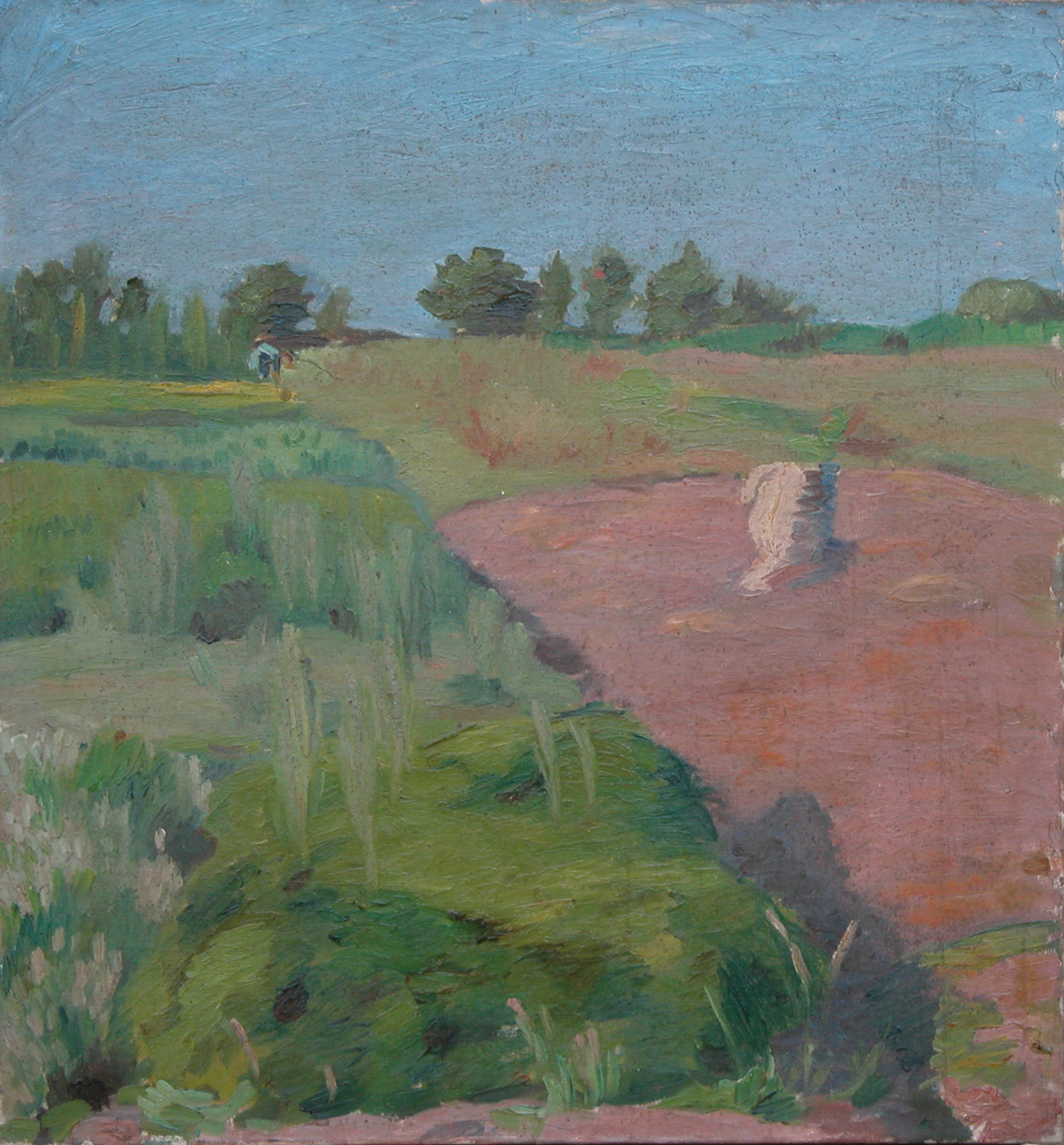
Carl Lohse-De achtergelaten zak,  Dötlingen 1913/14

## Partnergemeentes
Dötlingen was t/m 2019 een partnergemeente van het dorp Ulrum, dat tegenwoordig ligt in Het Hogeland, een gemeente in de Nederlandse provincie Groningen.

## Belangrijke personen in de geschiedenis van de gemeente (afgezien van de schilders e.d. uit de kunstenaarskolonie)

### Geboren
- Hinnerk Ahlers (1831-1913), zie hierna onder: Trivia

### Overleden
- Willi Rogge, † 14 april 1945, slachtoffer van een geruchtmakende moord, gepleegd door Werwölfe, fanatieke nazi-strijders; deze politiek linkse  boer uit de buurt van Dötlingen was bij zijn in 1933-1934 fanatiek nationaalsocialistische dorpsgenoten niet geliefd; hij werd beschouwd als een (potentieel) landverrader en werd, toen de geallieerde troepen op het punt stonden, het dorp te veroveren, door mannen van de Werwolf-eenheden in een hinderlaag gelokt en langs de weg van Dötlingen naar Neerstedt vermoord. De journalist Cordt Schnibben van het blad Der Spiegel had in april 2014  de moed om een uitvoerig artikel  over het nazi-verleden van zijn vader Georg Schnibben te schrijven. Deze was een van de daders. Alle betrokkenen werden na de oorlog gearresteerd, maar kwamen er met korte vrijheidsstraffen vanaf, daar geen moord, maar slechts doodslag bewezen werd geoordeeld.

## Varia
Hinnerk Ahlers (*14 oktober 1831 in Klattenhof, gemeente Dötlingen; † 26 juni 1913 in Immer, gemeente Ganderkesee), meer bekend als Hasen-Ahlers, was de beroemdste stroper van het Oldenburger Land. Deze kleurrijke figuur, die na een ongelukkige jeugdliefde aan de zijlijn van de maatschappij kwam te staan, was 2 meter lang, was een berucht stroper, heeft daarvoor 52 keer een korte gevangenisstraf uitgezeten, maar was ook geliefd. Na 1898, toen, na het openen van de spoorlijn naar die steden, dagtoeristen uit Bremen en Delmenhorst vaak kwamen wandelen in het bos, waar hij in een schaapskooi  woonde, had hij de gewoonte, tevoorschijn te komen, een vrolijk lied te zingen en van de wandelaars een fooi te incasseren. Na zijn dood is bij een boerderij, waar hij regelmatig kwam, een gedenkteken geplaatst, waar jaarlijks op de vroege morgen van Eerste Pinksterdag een vrolijk concert wordt gehouden. Het monumentje is volgens Hasen-Ahlers' laatste wens voorzien van een haas. Ook is er de eerste strofe van het lied, dat hij placht te zingen, aangebracht.

## Galerij

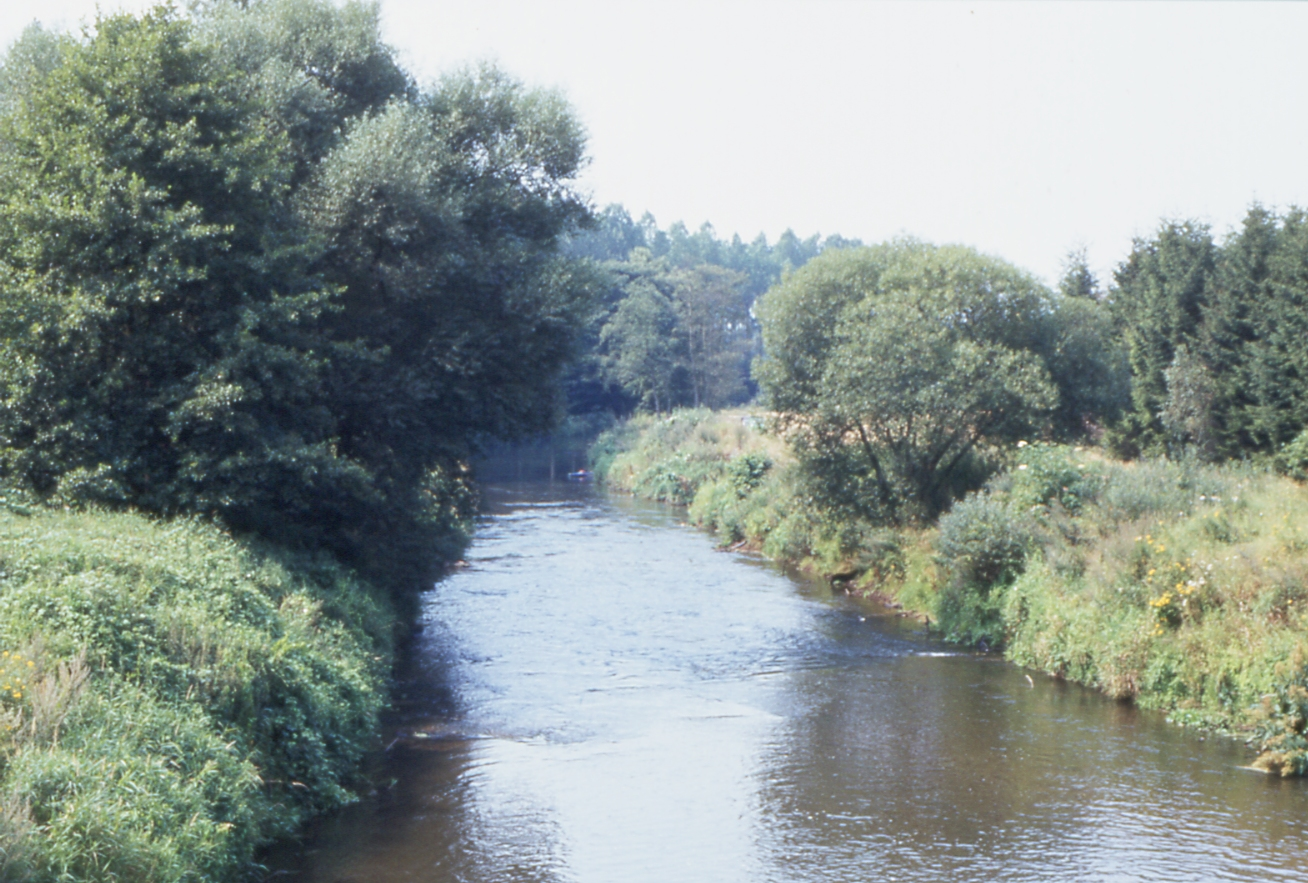
Rivier de Hunte bij Dötlingen
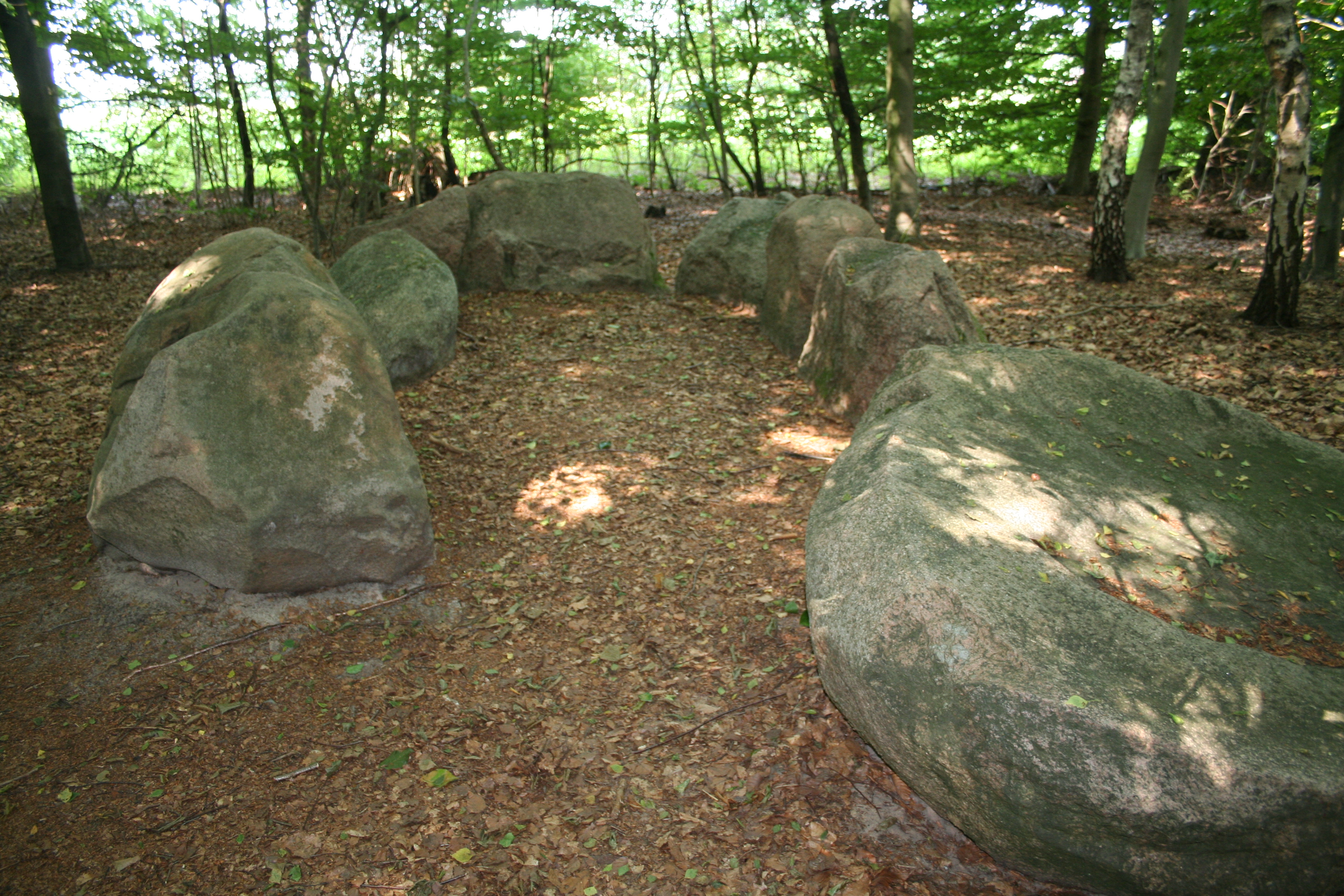
Megalitisch monument Großsteingrab Gerichtsstätte
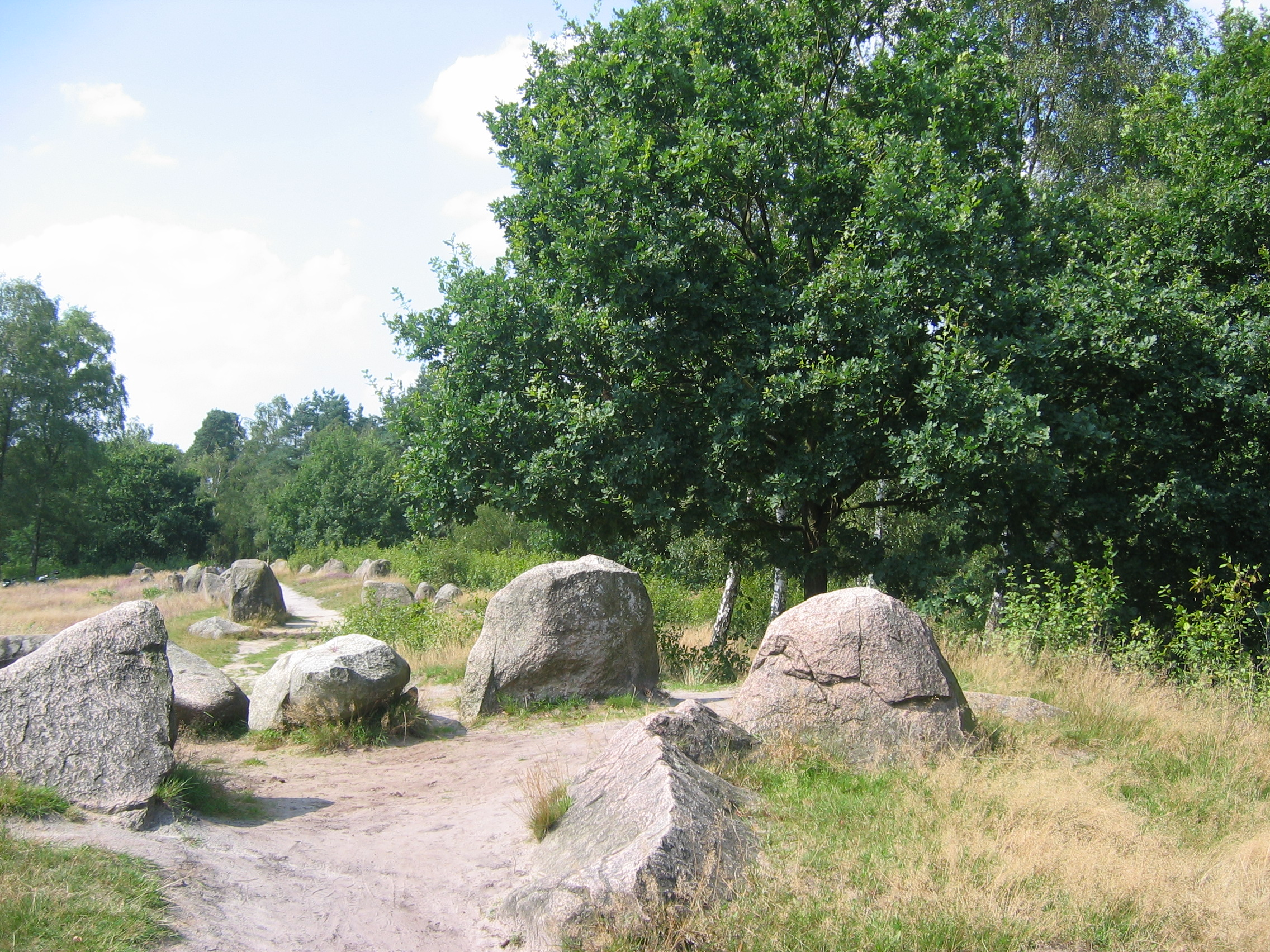
Glaner Braut, restant van verwoest hunebed te Glane, gem. Wildeshausen, op de grens met Dötlingen
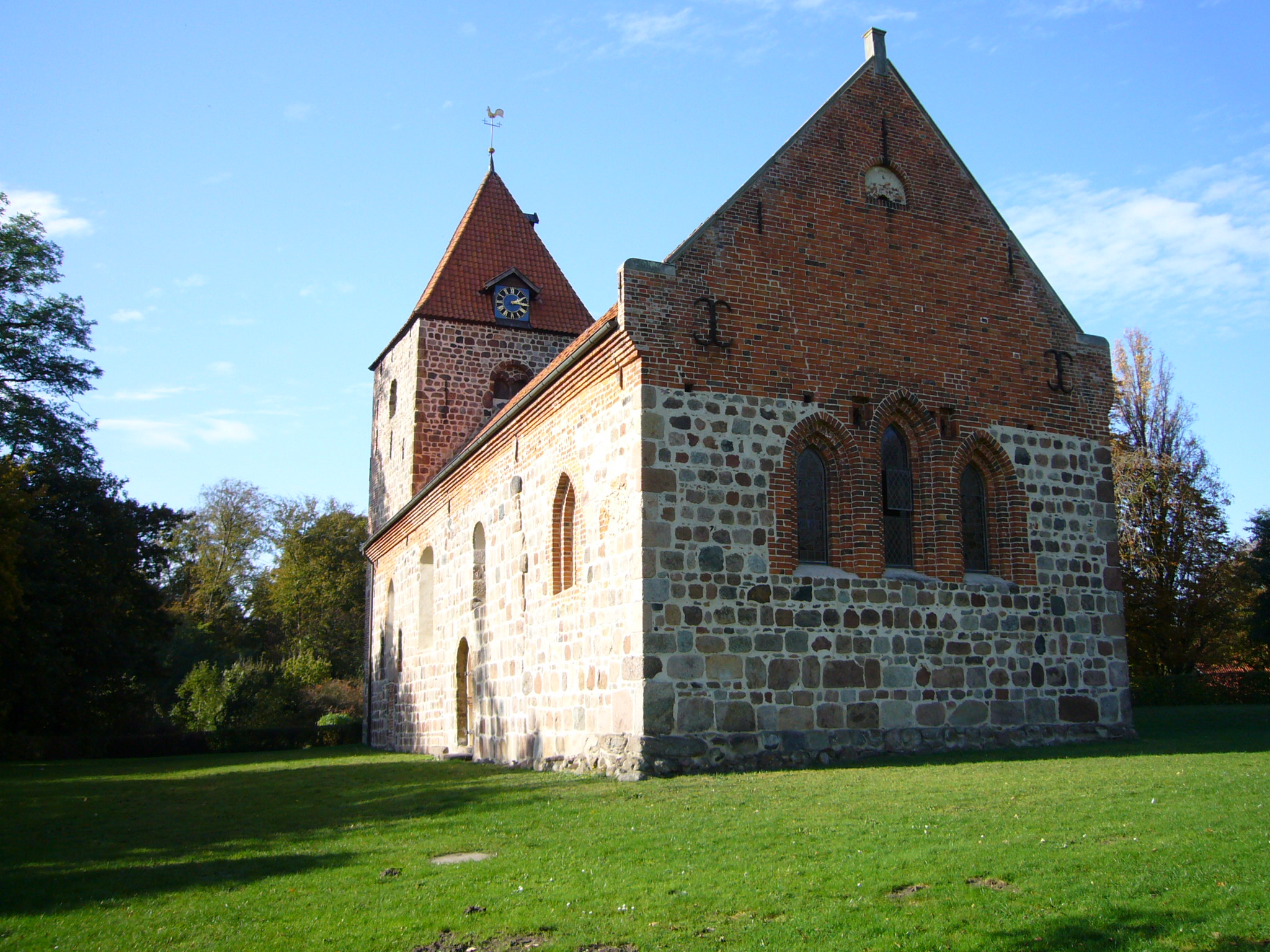
St.-Firminuskerk in Dötlingen
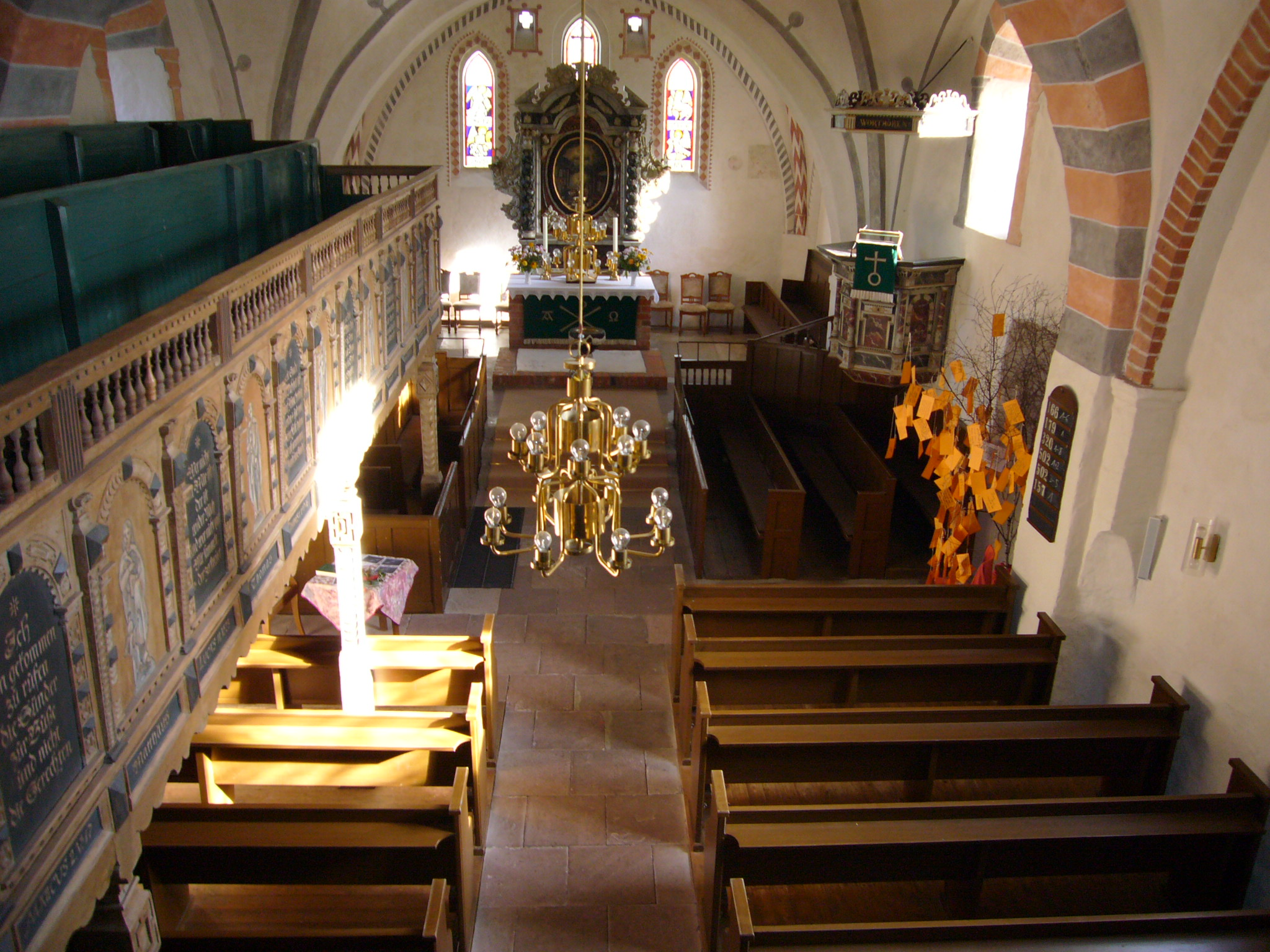
Firminuskerk (interieur)
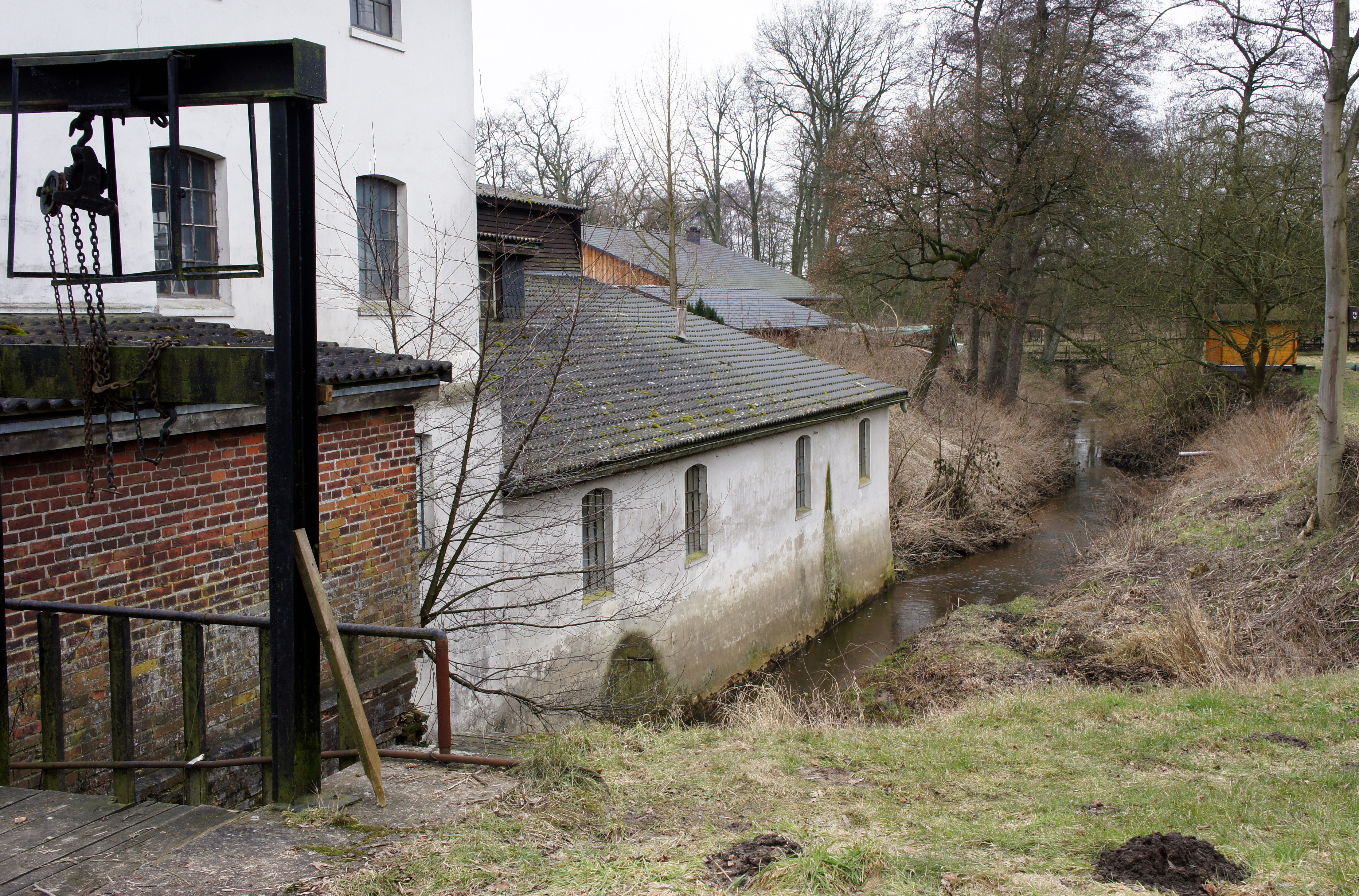
Watermolen aan de molenbeek van Altona
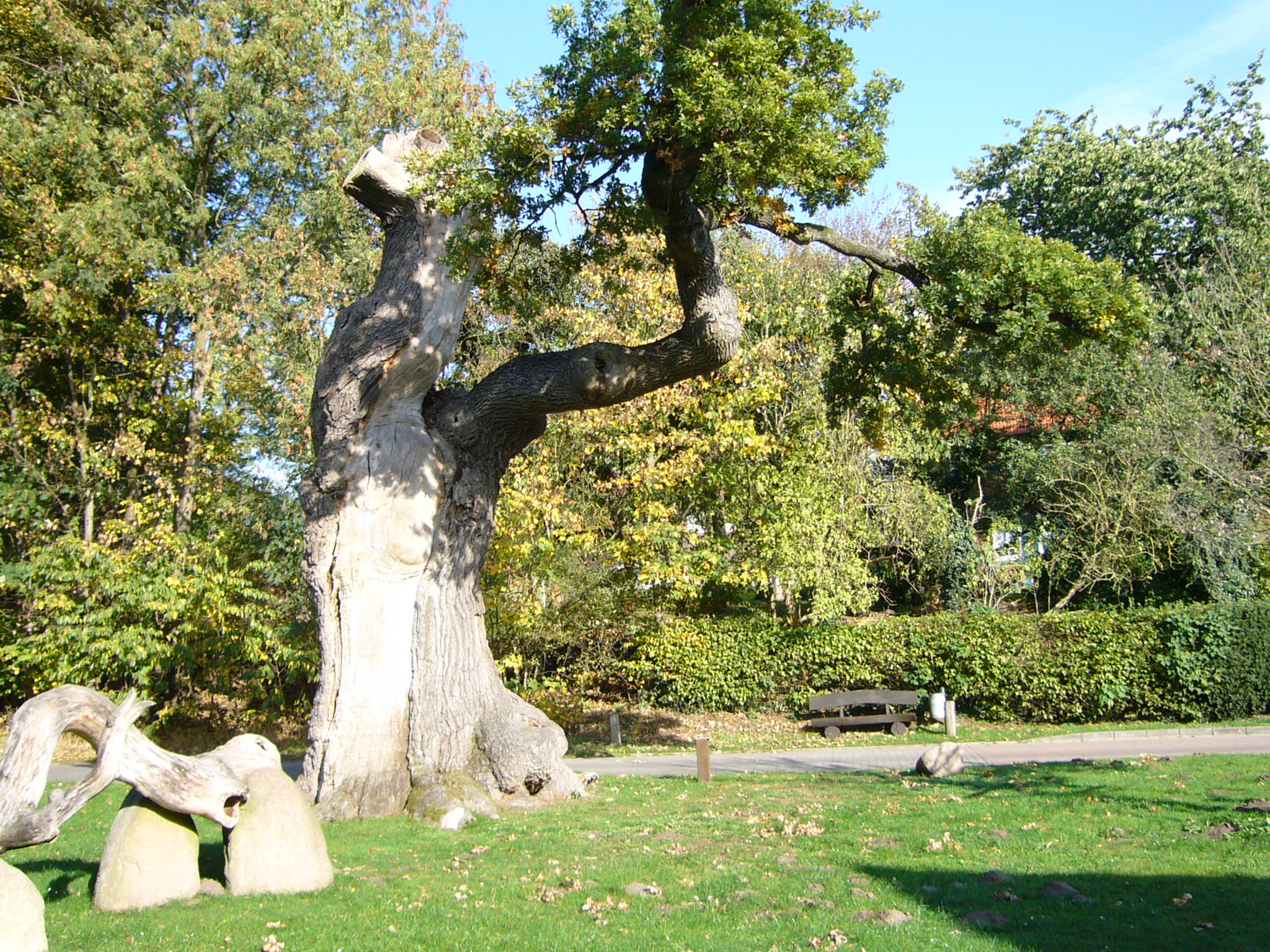
Natuurmonument midden in het dorp: de 1000-jarige eik; in werkelijkheid is de boom 500 à 600 jaar oud.
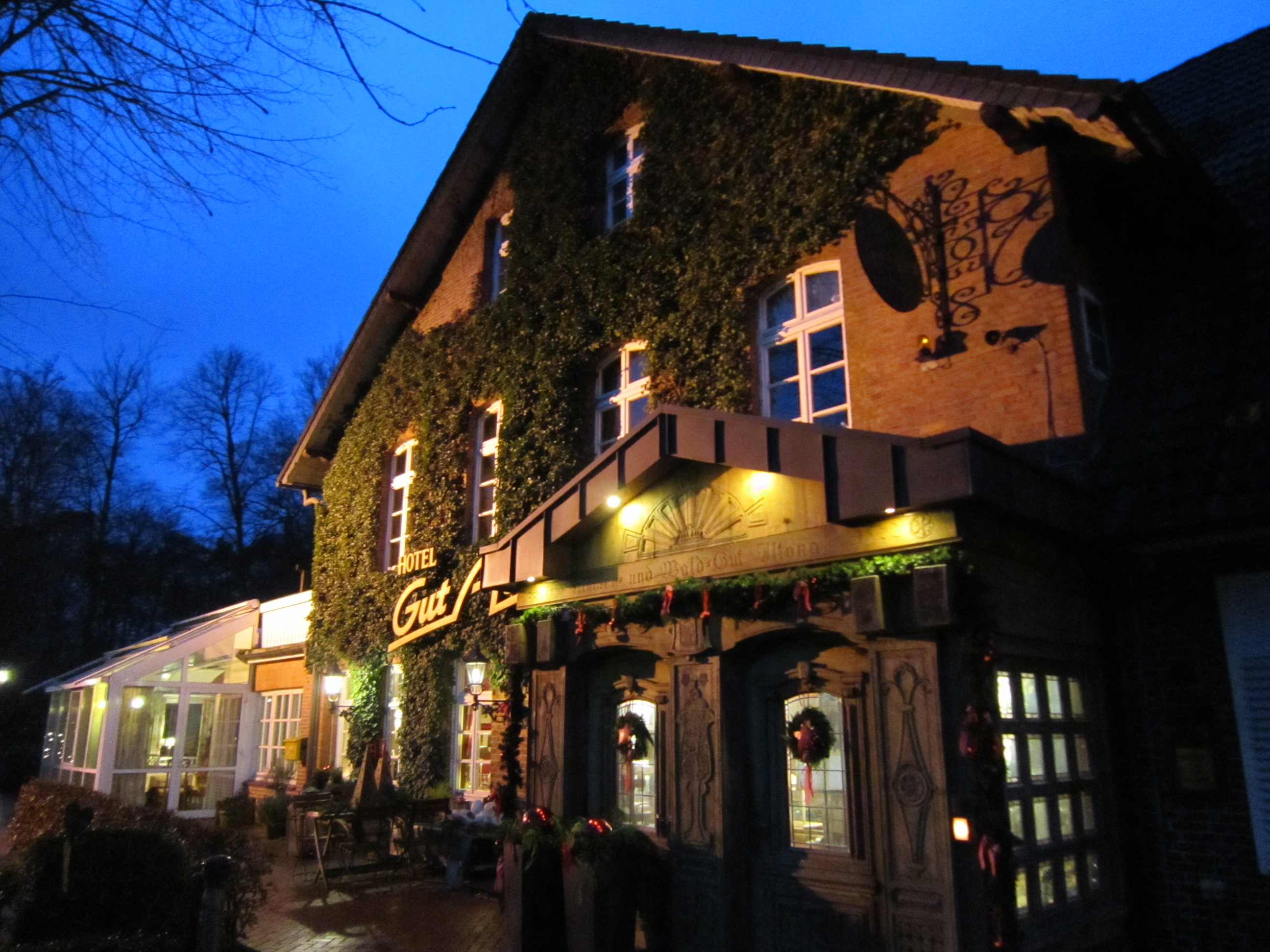
Havezate Altona, nu een hotel
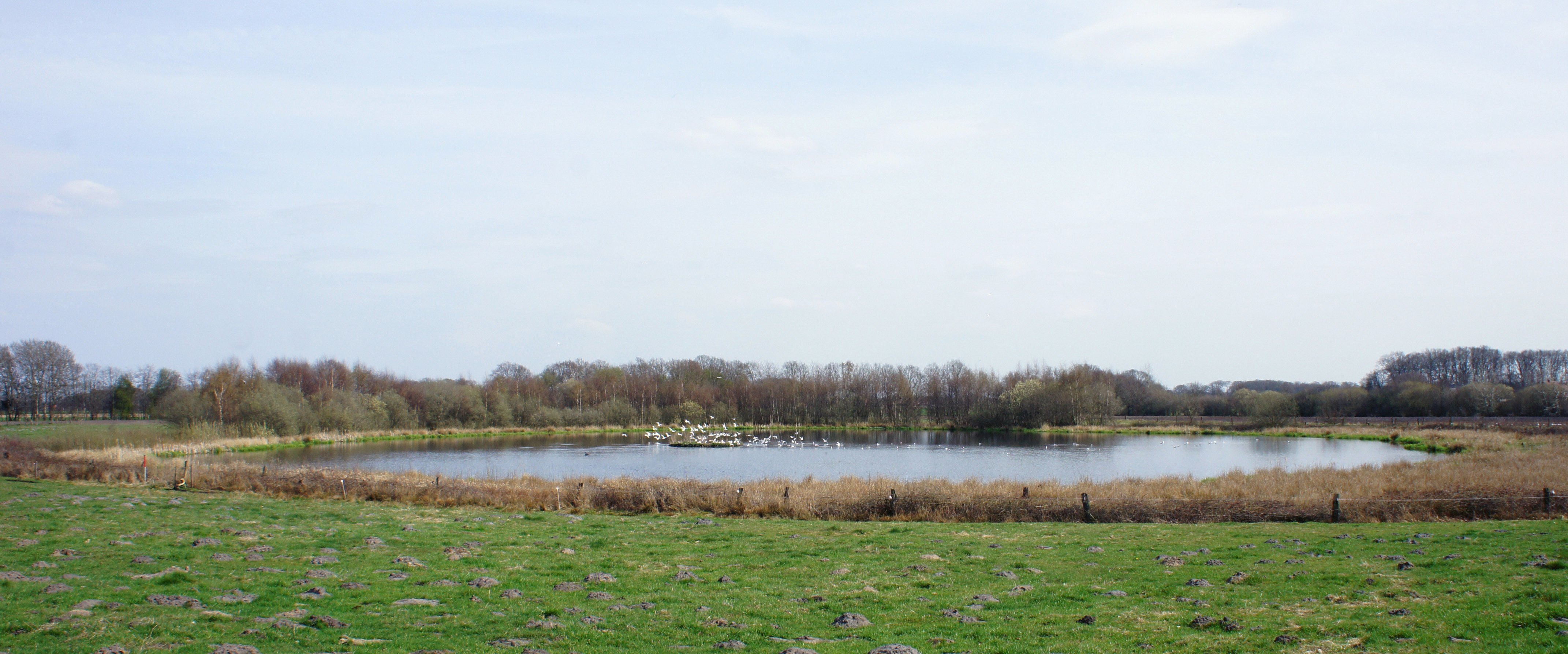
Kokmeeuwenven (Lachmöwenschlatt) Brettorf
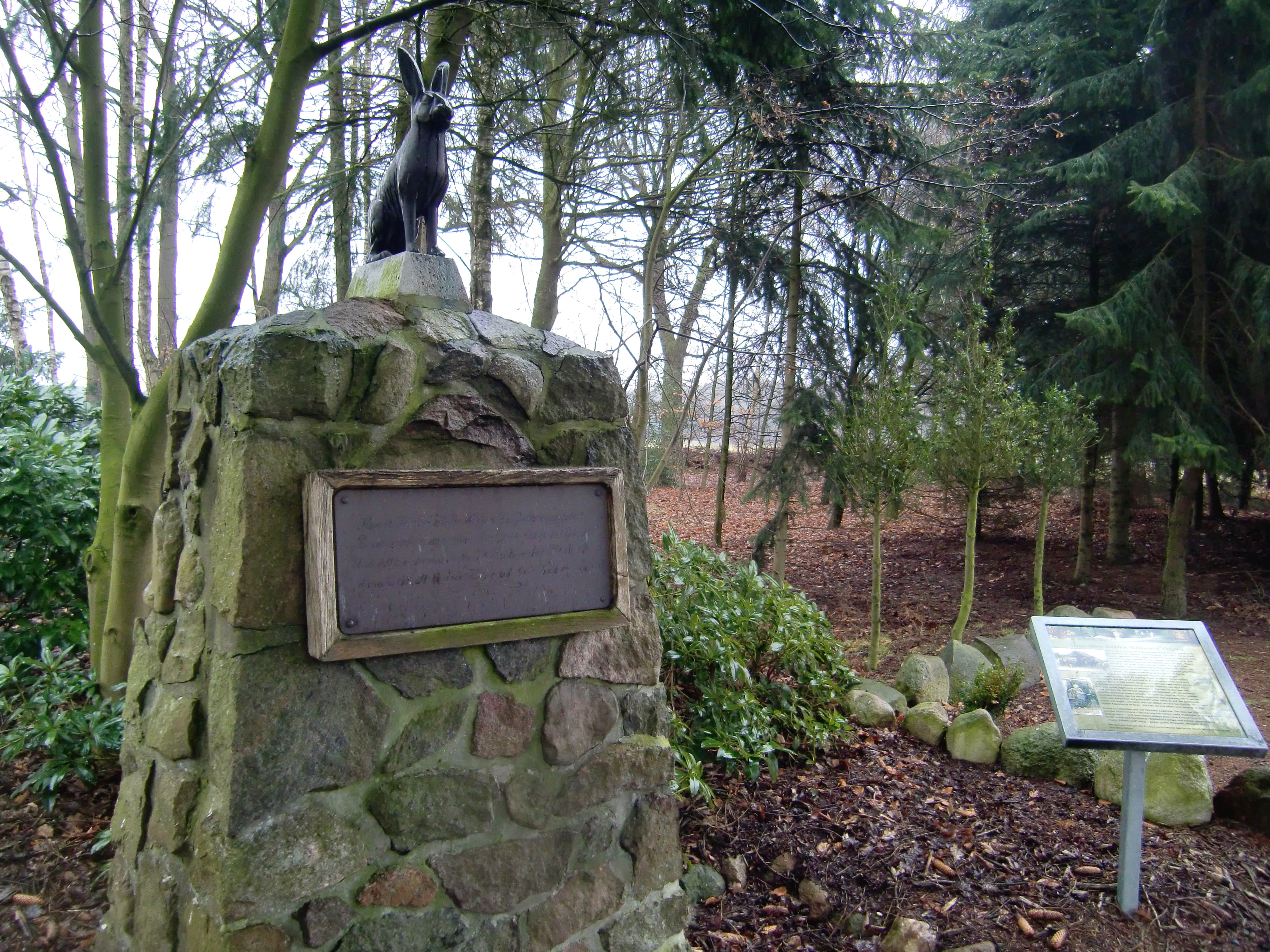
Hasen-Ahlers-monument in Feldhake, 2013

- Gemeinsame Normdatei: 4012620-1
- Library of Congress Control Number: n80045441
- MusicBrainz: ec58562c-ed29-4c67-a149-ca907efc7f61
- Nationale Bibliotheek van Israël: 987007564327505171
- Virtual International Authority File: 148919451
- WorldCat: E39PBJp64YgpM8Vtjb9XyhKKh3

Beckeln · 
Colnrade · 
Dötlingen · 
Dünsen · 
Ganderkesee · 
Groß Ippener · 
Großenkneten · 
Harpstedt · 
Hatten · 
Hude (Oldb) · 
Kirchseelte · 
Prinzhöfte · 
Wardenburg · 
Wildeshausen · 
Winkelsett